# Midir
Nella mitologia irlandese Midir (o Midhir) era figlio di Dagda dei  Túatha Dé Danann. Dopo che i Tuatha furono sconfitti dai milesi, visse nel Sidhe di Bri Leith. 
Midir era marito di Fuamnach, ma poi si innamorò di Étaín, ricevendo l'aiuto del figlio adottivo e del fratellastro Aengus per fare di lei la sua nuova sposa. Ciò provocò la vendetta di Fuamnach contro la nuova giovane sposa, causandole molte disgrazie. 
Alla fine Étain sposò Eochaid Airem, a quel tempo re supremo d'Irlanda. Midir cercò di riportare sua moglie a casa, ma fu bandito da Tara. Tuttavia Midir poté entrare nella città e nel palazzo, trasformò sé ed Étain in cigni e lasciò insieme a lei la residenza reale attraverso il camino. 
Eochaid non  accettò la perdita della moglie e li perseguitò. Allora Midir con le sue arti magiche diede a cinquanta donne le sembrianze di Étain, offrendo poi al re la possibilità di sceglierne una. Eochaid scelse la sua propria figlia per sbaglio e perse Étain. Ma secondo un'altra versione di questo racconto  Etain, che si era scoperta ancora innamorata di Eochaid, gli diede un segnale per farsi riconoscere, così lui scelse bene e fu Midir a perderla per sempre.
Midir possedeva tre gru magiche che furono rubate da Athirne. Midir interferì quando Fráech cercò di fare la corte a Treblainne.